# Entrez

Sigla Entrez

Sistemul Entrez de căutare globală prin interogarea a multiple baze de date este un motor de căutare integrativ, sau portal internet, care permite utilizatorilor să caute în numeroase baze de date din domeniul științelor sănătății, al Centrului Național pentru informații biotehnologice (NCBI). NCBI aparține Bibliotecii Naționale de Medicină din SUA (NLM), care este un departament al Institutelor Naționale de Sănătate (NIH), parte a Departamentului de Sănătate și Servicii Umane al SUA. Denumirea „Entrez” (însemnând „Intrați!” în limba franceză) a fost aleasă pentru a reflecta faptul că publicul este bine-venit să caute conținutul pus la dispoziție de către biblioteca NLM.
Sistemul Entrez de interogare globală este un sistem integrat de căutare și redare, care furnizează acces simultan la toate bazele de date. Acesta poate găsi secvențe (structuri biomoleculare primare), structuri (structuri biomoleculare terțiare) și referințe. Sistemul Entrez poate furniza diagrame ale genelor și secvențelor proteice, precum și hărți cromozomale.

## Baze de date
Entrez caută în următoarele baze de date:
- PubMed: abstracte și citări din literatura biomedicală, inclusiv din Medline - articole (majoritatea jurnale științifice medicale).
- PubMed Central: articole de jurnal gratuite
- Căutare în sit: siturile NCBI web și FTP
- Cărți: cărți electronice
- Succesiunea mendeliană la om (OMIM)
- Nucleotide: baza de date cu secvențe (GenBank)
- Proteine: bază de date cu secvențe
- Genom: secvențe de genom complete și identificare
- Structuri: structuri macromoleculare tridimensionale
- Taxonomie: organisme din taxonomia GenBank
- SNP: polimorfisme uninucleotidice
- Gene:[2] informații despre gene
- HomoloGene: grupuri de omologie eucariotică
- Compuși din PubChem: structuri chimice micro-moleculare unice
- Substanțe din PubChem: înregistrări de substanțe chimice depuse
- Proiectul Genomului: informații din proiectul genomului
- UniGene: grupări genetice de secvențe de transcripție
- CDD: baza de date cu domenii proteice conservate
- PopSet: seturi de date din studii populaționale (epidemiologie)
- Profile GEO: profile de exprimare și abundență moleculară
- Seturi de date GEO: seturi experimentale de date GEO
- Arhivă de citire secvențe: date de secvențiere
- Cromozomii cancerului: baze de date citogenetice
- PubChem BioAssay: monitorizări ale bioactivității substanțelor chimice
- Probe: reactivi specifici secvențelor
- Catalog NLM: date bibliografice NLM pentru mai mult de 1,2 milioane resurse de tip jurnale, cărți, producții audio-video, programe de calculator, resurse electronice și alte materiale din LocatorPlus (actualizat zilnic).

## Istorie
În anul 1991, Entrez a fost lansat sub formă unui CD. În anul 1993, o versiune client-server asigura legătura prin internet. În anul 1994, NCBI a lansat un sit web în care a fost inclus Entrez. În anul 2001, a fost lansat raftul pentru Entrez, iar în anul 2003, a fost elaborată baza de date Entrez Gene.